# Oxytropis hailarensis
Oxytropis hailarensis är en ärtväxtart som beskrevs av Masao Kitagawa. Oxytropis hailarensis ingår i släktet klovedlar, och familjen ärtväxter. Utöver nominatformen finns också underarten O. h. chankaensis.